# Sam Watson
Sam Watson (Southlake, 27 de fevereiro de 2006) é um escalador estadunidense. Ele detém o recorde mundial da disciplina em 4,74 segundos, conquistado nas Olimpíadas de Verão de 2024 em Paris, França, onde conquistou uma medalha de bronze.

## Carreira
Em 2021, Watson ganhou uma medalha de prata na categoria Juvenil B do Campeonato Mundial Juvenil de Escalada da IFSC em Voronezh, Rússia. Em 2022, ele ganhou uma medalha de ouro na Copa do Mundo de Escalada da IFSC de Edimburgo, Escócia, em velocidade, e se tornou o mais jovem escalador a fazê-lo. Também em 2022, Watson ganhou uma medalha de bronze na categoria Juvenil A do Campeonato Mundial Juvenil de Escalada da IFSC em Dallas, Texas, e venceu em primeiro lugar no Campeonato Nacional de Escalada de Velocidade dos EUA.
Em 2023, Watson estabeleceu um recorde de escalada de velocidade nos EUA e no Pan-Americano em 5,02 segundos, na Copa do Mundo de Escalada IFSC de 2023 em Seul. Nos Jogos Pan-Americanos daquele ano, ele ganhou a medalha de ouro e se classificou na escalada de velocidade para as Olimpíadas de Verão de 2024.
Na preparação para as Olimpíadas, ele estabeleceu um recorde mundial para a disciplina em 4,798 segundos, alcançado na Copa do Mundo de Escalada IFSC de 2024 em Wujiang. Nas Olimpíadas, ele perdeu para Wu Peng na semifinal e levou a medalha de bronze na pequena final. Ao longo do caminho, ele quebrou seu próprio recorde mundial duas vezes. Ele estabeleceu o atual recorde mundial de 4,74 segundos na pequena final, escalando contra Reza Alipour.